# ماوريسيو سيلفارا
ماوريسيو سيلفارا (بالإسبانية: Mauricio Silvera)‏ هو لاعب كرة قدم أوروغواياني في مركز الوسط، ولد في 30 ديسمبر 1964 في مونتيفيديو في الأوروغواي. شارك مع منتخب الأوروغواي لكرة القدم. أما مع النوادي، فقد لعب مع أتليتيكو بوكارامانغا وبنيارول ونادي ريفر بليت لكرة القدم وناسيونال مونتيفيديو.

## وصلات خارجية
- ماوريسيو سيلفارا على موقع قاعدة بيانات كرة القدم.إي يو (الإنجليزية)
- ماوريسيو سيلفارا على موقع ناشيونال فوتبول تيمز (الإنجليزية)